# Canton de Marseille-La Rose
Le canton de Marseille La Rose est une ancienne division administrative française située dans le département des Bouches-du-Rhône, dans l'arrondissement de Marseille. Ancien canton de Marseille XVI, créé en 1973.

## Composition
Le canton de Marseille-La Rose se composait d’une fraction de la commune de Marseille. Il comptait 35 166 habitants (population municipale) au 1er janvier 2012.
| Nom                   | Code Insee | Intercommunalité                   | Population (dernière pop. légale)                |
| --------------------- | ---------- | ---------------------------------- | ------------------------------------------------ |
| Marseille (chef-lieu) | 13055      | Métropole d'Aix-Marseille-Provence | Fraction : 35 166(2012) Commune : 862 211 (2016) |

Quartiers de Marseille inclus dans le canton (partie du 13e arrondissement) :
- Frais-Vallon
- La Rose
- Les Mourets
- Palama
- Malpassé
- Saint-Jérôme
- Saint-Just
- Saint-Mitre

## Représentation
| Période                                  | Période          | Identité                          | Étiquette | Qualité |
| ---------------------------------------- | ---------------- | --------------------------------- | --------- | --- |
| 1973                                     | 2002 (démission) | Lucien Weygand                    | PS        | Commerçant en articles de pêche Ancien adjoint au maire de Marseille Suppléant du député Jean Masse (1973-1978) puis du député Michel Pezet (1988-1993) Président du Conseil général (1989-1998) |
| 2002                                     | 2015             | Félix Weygand (fils du précédent) | PS        | Maître de conférences Conseiller municipal de Marseille (2008-2014) |
| Les données manquantes sont à compléter. |                  |                                   |           | |

## Démographie
| 1982 | 1990   | 1999   | 2006   | 2011   | 2012   |
| ---- | ------ | ------ | ------ | ------ | ------ |
| -    | 54 536 | 52 185 | 34 482 | 35 310 | 35 166 |